# Por no mencionar al perro
Por no mencionar al perro o Cómo encontramos por fin el tocón del pájaro del obispo es una novela cómica de ciencia ficción escrita por Connie Willis. Utiliza el mismo concepto que incluye historiadores que viajan por el tiempo que ya utilizó en su relato Brigada de incendios (1982) y en las novelas El libro del día del Juicio Final (1992) y El apagón/Cese de alerta (2010).
Por no mencionar el perro ganó tanto el premio Hugo como el Locus en 1999, y estuvo nominada para los Premios Nebula en 1998.

## Origen del título
El título del libro está inspirado en el subtítulo de una obra clásica de 1889, como explica la autora en la dedicatoria:
"A Robert A. Heinlein, quién, en Consigue un traje espacial: viajarás, me dio a conocer la obra de Jerome K. Jerome Tres hombres en un bote (por no mencionar al perro)."

## Argumento
Ned Henry es un viajero del tiempo que ha llegado a 1940 para estudiar la Catedral de Coventry después del Bombardeo de Coventry en la Segunda Guerra Mundial. Más concretamente está buscando la ubicación del "tocón del pájaro del obispo", un Macguffin que nunca llega a ser definido por el narrador. El protagonista muestra confusión, que se explicaría como "time-lag", una forma de jet lag inducida por los viajes en el tiempo. Regresa sin éxito en su tarea a su tiempo original, 2057, en la Universidad de Oxford. 
El tocón del pájaro del obispo se necesita para la restauración de la catedral, financiada por Lady Schrapnell, una rica neo-aristócrata americana con una voluntad de hierro. Ha reclutado a la mayor parte del departamento de historia de Oxford para reconstruir la catedral exactamente igual que antes de que fuera destruida. Antes de seguir viajando en el tiempo Ned necesita recuperarse de su "time-lag" y es enviado al hospital. Aun así, Lady Schrapnell insiste en que vuelva a viajar. Antes de que pueda ser reclutado de nuevo por Schrapnell, el profesor Dunworthy (que está al cargo de la máquina de tiempo) decide mandarle a la Época victoriana, concretamente a 1888, para que descanse.
Dunworthy tiene otro motivo para enviarle a 1888, ya que otro viajero del tiempo parece haber violado las leyes del continuo espacio-tiempo llevando un objeto del pasado hasta 2057. Teóricamente, nada puede ser transportado usando la máquina de tiempo en cualquier dirección ya que esto podría causar que el tiempo se desenredara, por lo que se han establecido salvaguardas para evitar que cualquier objeto significativo pueda realizar el viaje. Los historiadores y científicos que inventaron la máquina del tiempo creen que el aún desconocido objeto podría desgarrar el tiempo si no es devuelto a su época con prontitud.
Ned, que está especializado únicamente en historia del siglo XX y todavía sufre de "time-lag", recibe un curso magistral sobre la época victoriana al mismo tiempo que le explican su misión y destino. Esta combinación de lecciones confusas con instrucciones imprecisas y el nuevo salto a 1888, que empeora el "time lag", le dejan totalmente confundido sobre dónde se supone que está, con quién tiene que encontrarse, dónde tiene que ir, y sin la más remota idea sobre el objeto "fuera del tiempo" que debe llevar de vuelta.
El viaje en el tiempo tiene un mecanismo de autocorrección denominado deslizamiento, que hace que los viajeros del tiempo se puedan desplazar ligeramente respecto su destino, ya sea en el tiempo o en el espacio, con el objetivo de proteger la historia. Ned llega al instante en el tiempo correcto, pero, aunque él no lo sabe, no llega al lugar donde tendría que encontrarse con otro viajero del tiempo. En cambio, se ha deslizado en el espacio hasta una estación de ferrocarril a 30 millas de su destino. Allí conoce a Terence St. Trewes, un joven estudiante de Oxford algo atontado, al que confunde con su contacto viajero del tiempo. Acuerda con él compartir el coste del alquiler de una barca para viajar por el río Támesis desde Oxford hasta Muchings End, donde Terence espera encontrarse con su amada, Tocelyn "Tossie" Mering. Ned, Terence, el bulldog Cyril y el profesor Peddick (un profesor universitario de Oxford) viajan río abajo por el Támesis a través de esclusas, bellos parajes y multitudes de lánguidos navegantes sin prisa por llegar a ningún sitio, encontrándose en su camino con el grupo de Jerome K. Jerome, un homenaje a la novela original a la cual debe su título y temática Por no mencionar al perro.
Afortunadamente, el contacto de Ned en Muchings End le reconoce en cuanto llega y se identifica: es una joven llamada Verity Kindle, que finge ser la prima de Tossie. Lady Schrapnell ha enviado a Verity a leer el diario de Tossie porque es una antepasada de Lady Schrapnell que había escrito sobre un acontecimiento que le cambió la vida, y que implicaba al tocón del pájaro en la primera catedral de Coventry (la catedral de San Miguel), un acontecimiento que la habría hecho fugarse con un misterioso "Señor C." a América. Es solo en este momento cuando Ned averigua la naturaleza del objeto que debe devolver a su tiempo: la mascota de Tossie, la gata Princesa Arjumand (los gatos son una especie extinta en 2057 debido a una pandemia de moquillo felino).
Ned y Verity intentan una y otra vez arreglar la incongruencia temporal. Deben conocer las historias de las personas que tienen a su alrededor, el impacto de sus descendientes en la historia futura, y también el misterio del Señor C. Sus intentos entrelazados para arreglar la historia conocida de las personas que los rodean causan efectos de onda hacia adelante y atrás a través de la historia, desde Waterloo hasta la Segunda Guerra Mundial, e incluso llegan a 2018 (momento en que se inventó el viaje en el tiempo). Después de diversas aventuras intentando corregir estos hechos por sus propios medios, ambos terminan, por error, en eras diferentes mientras intentan volver a 2057. En su ausencia, el propio tiempo corrige su intromisión. Tras su regreso a 1888, el Sr. C ha sido identificado, se han interrumpido relaciones entre algunos personajes, y las pistas acumuladas gracias a sus averiguaciones revelan la ubicación del tocón del pájaro del obispo en 2057.
Finalmente, en 2057, justo a tiempo para la celebración de la reconstrucción de la catedral, la localización del tocón del pájaro del obispo demuestra a los historiadores y científicos que, en ciertos escenarios, los objetos pueden llevarse hacia adelante en el tiempo, lo que anuncia un renacimiento en la recuperación de objetos históricamente perdidos, destruidos o extintos.

## Personajes
- Ned Henry, historiador del siglo XXI, asignado por Lady Schrapnell a buscar el "tocón del pájaro del obispo" por todos los medios posibles. Esto incluye asistir a cada mercadillo de segunda mano que se realiza en Coventry en 1940.
- Verity Kindle, otra historiadora, especializada en detectives de ficción de la década de 1930. Se disfraza de Verity Brown, una sobrina lejana del Coronel y la Sra. Mering, para encontrar y leer el diario de su hija. Por un deslizamiento en el tiempo se lleva algo cuando vuelve a 2057, comenzando toda la cascada de acontecimientos que se narran en la novela.
- El profesor James Dunworthy, un historiador que ha estado relacionado con el programa Viaje en el Tiempo desde sus inicios. También aparece en el relato Brigada de incendios y en las novelas El libro del día del Juicio Final y El apagón/Cese de alerta.
- Finch, el inteligente y eficiente secretario de Dunworthy. Finalmente se une a los otros viajeros del tiempo en 1888, disfrazado de mayordomo en la finca de los Chattisbournes, que son vecinos de los Mering. Para él este papel es fácil de desempeñar, ya que sobresale en organización y servicio.
- Tocelyn "Tossie" Mering, una bella e inteligente "rosa de Inglaterra" que, por influencia de sus padres, es voluble, mimada e ignorante. Es una antepasada de Lady Shrapnell. Son sus memorias y su relato de que su vida cambió cuando visitó la Iglesia de San Miguel en Coventry, que más tarde se convirtió en la Catedral de Coventry, lo que inspiró a Lady Shrapnell a comenzar la reconstrucción.
- Coronel y Sra. Mering. El coronel está retirado del ejército indio y ahora dedica su tiempo a coleccionar peces de colores exóticos. La Sra. Mering es hipocondríaca y fanática del espiritismo. La novela le atribuye la invención de los "mercadillos de beneficencia", es decir, un mercadillo de caridad donde las personas donan artículos domésticos no deseados, en lugar de donar artículos que han hecho, como pasteles, bollos, artesanía, etc.
- Terence St. Trewes, un joven estudiante de Oxford a quien Ned conoce cuando llega por primera vez a 1888. A pesar de no tener dinero, Terence es un aristócrata menor y tendrá en el futuro unos ingresos considerables, lo que hace que sea perfecto para Tossie a ojos de sus padres.
- Profesor Peddick, un profesor universitario de Oxford, tutor personal de Terence, que acompaña a Terence y Ned en su viaje río abajo. El profesor Peddick es una autoridad tanto en peces exóticos como en historia militar (por lo que instantáneamente congenia con el Coronel Mering, y le asegura al trío una invitación para quedarse en la casa de los Mering), y un defensor a ultranza de la Teoría del Gran Hombre en la historia.
- El profesor Overforce, otro profesor universitario de Oxford, y el rival del profesor Peddick para un puesto prestigioso. El profesor Overforce no aparece en persona, pero se menciona con frecuencia como un defensor de la visión de la historia del darwinismo social .
- Baine, el mayordomo de los Mering. Más tarde se revela que "Baine" es simplemente un nom de métier que le dieron cuando trabajaba para los vecinos de los Mering. Según el libro, los empleadores habitualmente dan seudónimos a sus sirvientes por varias razones. La Sra. Chattisborne llama a todas sus doncellas por el mismo nombre para no tener que aprender el nuevo. La Sra. Mering cree que es más refinado tener sirvientes ingleses que irlandeses. Ella también usa el nombre "Jane" para referirse a una criada llamada "Colleen". Baine trabajó anteriormente para el noble irlandés Lord Dunsany[nota 1] con su nombre real, pero la Sra. Mering no lo usará en su casa. Baine es como Jeeves, el personaje creado por P. G. Wodehouse, en el sentido de que es muy inteligente (mucho más que sus empleadores), bien leído (lee a Thomas Paine mientras espera órdenes) e increíblemente eficiente, atendiendo todas las necesidades de sus empleadores e incluso anticipándose a ellas.
- T. J. Lewis, un estudiante universitario en ciencias de la computación. Como es negro, Lady Schrapnell no puede enviarlo en el tiempo, lo que es una suerte porque es necesario para ejecutar simulaciones en un intento de descubrir cuán grave puede ser la interrupción del continuo espacio-tiempo.
- Lady Schrapnell, una rica estadounidense con una voluntad de hierro y una voz que puede superar cualquier oposición. Se ha casado con el título de Shrapnell y está obsesionada con la reconstrucción de la Catedral de Coventry exactamente como fue el día anterior a su destrucción, en honor a su antepasada Tocelyn Mering. Todo debe quedar completamente exacto, ya que "Dios está en los detalles". Esto incluye el "tocón del pájaro del obispo", que se pensaba que era completamente indestructible pero desapareció la noche del ataque aéreo.
- Elizabeth Bittner, viuda del último obispo de Coventry. Vieja y enferma en la década de 2050, fue una de las pioneras del viaje en el tiempo a principios del siglo XXI. También era una gran belleza que cautivó a los hombres, incluido Dunworthy. Ned la compara con la ficticia Zuleika Dobson por su efecto en sus compañeros oxonienses.
- Princesa Arjumand, la gata mascota de Tossie, que lleva el nombre de Mumtaz Mahal, cuyo rescate de un ahogamiento casi destruye el continuo espacio-tiempo. Desempeña un papel importante en toda la narrativa.
- Cyril, el bulldog mascota de Terence. Desempeña un papel importante en toda la narrativa.